# Cheyenne Woods
Cheyene Nicole Woods (Phoenix, 25 juli 1990) is een golfprofessional uit de Verenigde Staten.
Als amateur speelde ze voor de Demon Deacons van de Wake Forest University en won ruim dertig toernooien in haar amateurstijd. Haar vader Earl Dennison Woods is de oudere broer van Tiger Woods. Haar grootvader Earl Woods was haar eerste coach.
Ze is een dochter van Susan Woods en Earl Dennison Woods Jr., half-broer van golfer Tiger Woods, wat Cheyenne Tiger's nicht maakt. Haar grootvader langs vaders kant Earl Woods (vader van Tiger) was haar eerste coach.  In een interview met Golf Digest vertelde Woods dat haar moeder blank is en haar vader een Amerikaan met Afrikaanse, Aziatische en Indiaanse roots.

## Gewonnen
Onder meer:
- 2006: Arizona 5A State High School Championship
- 2007: Arizona 5A State High School Championship
- 2010: Bryan National Collegiate
- 2011: ACC Championship, Hooters Women's Team Championship (met Michellr Shin)

## Professional
Ze speelde voor het golf team van de Xavier College Preparatory en won opeenvolgens de 5A Staat Kampioenschappen in 2006 en 2007. Ze studeerde af aan de Wake Forest Universiteit (2012) waar ze golf speelde voor de Demon Deacons. Ze won meer dan 30 amateur-toernooien.
In 2009, kreeg ze vrijstelling van haar sponsor om deel te nemen aan een LPGA toernooi, het Wegmans LPGA. Ze verliest op amper vier slagen.
In April 2011, won ze het Atlantic Coast Conference (ACC) kampioenschap.
Cheyene studeerde in 2012 af aan het Wake Forest en werd direct professional. Ze kwalificeerde zich voor het US Women's Open, dat begin juli werd gespeeld. Haar eerste toernooi als professional was het PGA kampioenschap. In augustus 2012 behaalde ze haar eerste toernooi op de SunCoast Ladies Series.
In 2013 werd Woods lid van de Ladies European Tour en eindigde 78ste in de Orde van Merit. In 2014 had Woods haar tweede professionele winst (en haar eerste op een groot toernooi) op de Volvik RACV Ladies Masters.
In December 2014 eindigde Woods T-11de in het LPGA Final Qualifying Tournament, waardoor ze Categorie 12 lidmaatschap ontving, wat haar toelaat om deel te nemen aan de meeste full-field events naast de meer prestigieuze events. Woods is de zesde Afrikaans-Amerikaanse die speelt in de LPGA Tour. In een interview zei Woods "Een Afrikaanse Amerikaanse vrouw heeft nog nooit gewonnen op de LPGA, dus in het algemeen vind ik dat golf toegankelijker en inclusiever moet worden."

### Gewonnen
- 2014: VOLVIK RAC Australian Masters

1. ↑  Brady, Erik, "Tiger Woods' niece Cheyenne creating golf identity of her own", May 17, 2011. Geraadpleegd op February 11, 2014.
2. ↑  Player Bio: Cheyenne Woods - Wake Forest. Geraadpleegd op June 28, 2009.
3. 1 2  Think Young, Play Hard: Cheyenne Woods. Geraadpleegd op May 2, 2014.